# Callenberg
Callenberg là một đô thị thuộc huyện Zwickau, bang Sachsen, nước Đức. Đô thị này có diện tích 39,81 km2, dân số cuối năm 2006 là 5623 người.